# 비오비오강

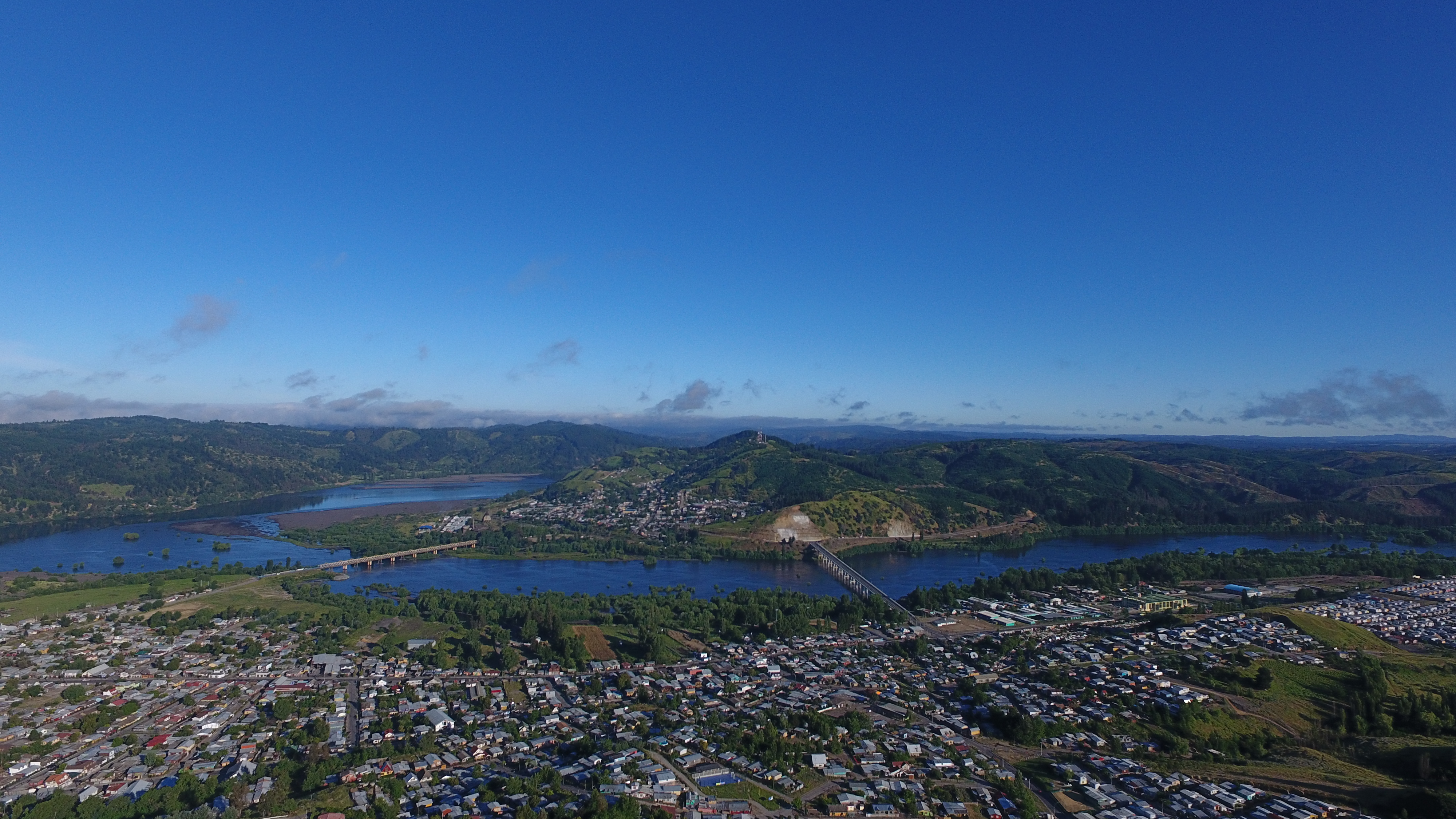

비오비오강(Biobío River) 또는 비오비오(Bío Bío, Bio-Bio)는 칠레에서 두 번째로 큰 강이다. 안데스산맥의 이칼마호와 가예투에호에서 발원하여 380킬로미터를 지나 태평양의 아라우코만까지 흐른다.
이 강의 주요 지류는 말레코강과 라하강이다. 이 강은 칠레에서 두 번째로 긴 강이며 비오비오유역은 로아강과 베이커강에 이어 칠레에서 3번째로 큰 유역이다. 또, 이 강은 칠레에서 가장 넓은 강으로, 평균 너비는 1킬로미터에 이른다. 콘셉시온 대도시권에서 이 강은 4개의 다리를 지난다. Biobío Railroad Bridge (1889), Biobío Bridge (1942), Juan Pablo II Bridge (1973), Llacolén Bridge (2000).